# Maja Ratkje

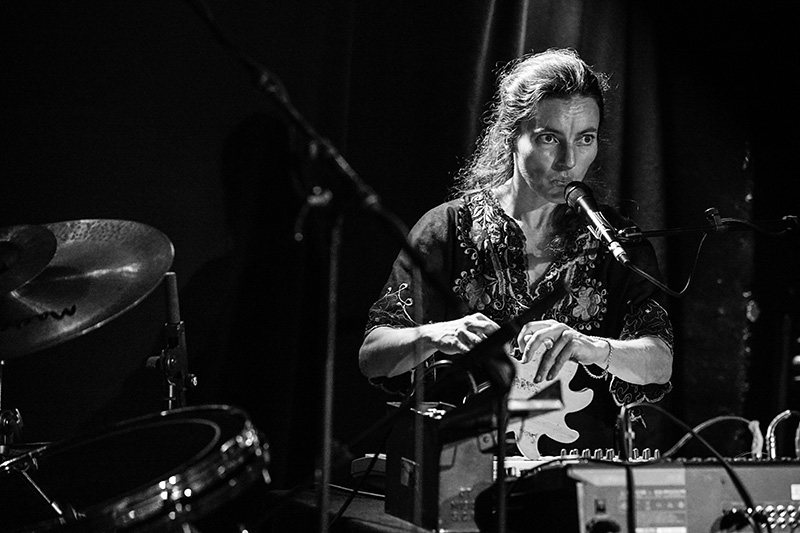
Maja Ratkje, 2018

Maja Solveig Kjelstrup Ratkje (* 29. Dezember 1973 in Trondheim) ist eine norwegische Sängerin, Live-Elektronikerin und Komponistin.

## Leben und Wirken
Ratkje studierte von 1995 bis 2000 Komposition an der Norwegischen Musikhochschule, unter anderem bei Lasse Thoresen, Olav Anton Thommessen und Asbjørn Schaathun. Im Sommer 1999 weilte sie am IRCAM bei Louis Andriessen, Sofia Gubajdulina, Ivar Frounberg, Klaus Huber, Jōji Yuasa und Kaija Saariaho.
Ratkje spielt Theremin, Laptop und Violine. Gemeinsam mit Hild Sofie Tafjord, Kristin Andersen und Lene Grenager bildet sie seit 1995 die Gruppe Spunk, mit der sie zahlreiche Aufnahmen veröffentlichte; mit Tafjord bildete sie das Noise-Duo Fe-mail (Syklubb Fra Haelvete, 2002), das als „Institution“ in der norwegischen Szene gilt und mit Lotta Melin zum Trio Agrare erweitert wurde.
Ratkje hat neben einer Oper sinfonische und Kammermusik für den Film, das Theater und das Ballett komponiert. Ihre Werke wurden unter anderem vom Klangforum Wien, Oslo Sinfonietta, dem Norwegischen Radio Orchestra und dem BBC Scottish Symphony Orchestra aufgeführt. Sie hat zusammengearbeitet mit Jaap Blonk, Lasse Marhaug, Joëlle Léandre, Per Inge Bjørlo und Stephen O’Malley. Auf dem Molde International Jazz Festival traf sie 2000 in der Band Jazzkammer auf Merzbow. Beim SWR NewJazz Meeting 2008 bildete sie mit Ikue Mori, Zeena Parkins und Hild Sofie Tafjord den Kern des Phantom Orchard Orchestra. Mit der Gruppe Poing um Frode Haltli interpretierte sie auch Brecht-Lieder (Wach auf, 2011). Mit Sinikka Langeland trat sie 2019 beim Jazzfest Berlin auf.
Im Jahr 2020 wurde das Studioalbum The Beauty That Still Remains des norwegischen Mädchenchors von 2L veröffentlicht; es enthält neben dem gleichnamigen Werk von Marcus Paus Ratkjes avantgardistisches Chorwerk Asylos. 2021 wurde ihr Posaunenkonzert Considering Icarus beim Eröffnungskonzert der Donaueschinger Musiktage uraufgeführt.

## Preise und Auszeichnungen
Ratkje wurde mit dem International Rostrum of Composers in Paris, dem norwegischen Edvard-Preis (zweimal) und 2001 als erster Komponist mit dem Arne Nordheim Preis ausgezeichnet. Ihr Soloalbum Voice wurde mit dem Prix Ars Electronica 2003 ausgezeichnet.

## Diskographische Hinweise
- Voice (Rune Grammofon 2002)
- Stalker (Important Records 2006)
- Adventura Anatomica (Semishigure 2006)
- John Hegre & Maja Ratkje: Ballads (Dekorder 2006)
- Teip (Ambolthue 2007)
- River Mouth Echoes (Tzadik 2008)
- Phantom Orchard: orra (Tzadik 2008)
- Trondheim Sinfonietta interpretiert Maja S.K. Ratkje: Snowblind (Øra Fonogram 2011)
- Poing & Maja Ratkje: Wach auf (Øra Fonogram 2011)
- Phantom Orchard Orchestra: Trouble In Paradise (Tzadik 2012)
- Ikue Mori, Simon Balestrazzi, Sylvie Courvoisier, Alessandro Olla, Maja S. K. Ratkje: Treasure Hunt (TiConZero 2012)
- Slugfield (Maja S. K. Ratkje, Paal Nilssen-Love, Lasse Marhaug): Slime Zone (PNL 2012)
- Ikue Mori & Maja S.K. Ratkje: Scrumptious Sabotage (Bocian Records 2013)
- Maja S. K. Ratkje & Joachim Montessuis: Janos (Erratum 2013)
- Crepuscular Hour (Rune Grammofon 2016)
- Jonathan Meese/Mama Baer und Kommissar Hjuler/Maja Ratkje: Das Kepler-452b-Pre-Sequel (Psych.KG 2017)

### SPUNK
- Det Eneste Jeg Vet Er At Det Ikke Er En Støvsuger (Rune Grammofon 1999)
- Filtered By Friends (Remix album) (Rune Grammofon 2001)
- Den Øverste Toppen På En Blåmalt Flaggstang (Rune Grammofon 2002)
- En Aldeles Forferdelig Sykdom (Rune Grammofon 2005)
- Kantarell (Rune Grammofon 2009)
- Light (Rune Grammofon 2010)
- Das Wohltemperierte SPUNK (6 CDs, Rune Grammofon 2013)
- Adventura Anatomica (Rune Grammofon 2014)
- Live in Molde mit Joëlle Léandre (+3dB Records 2014)

### Fe-mail
- Syklubb fra Hælvete (Vinyl, TV5 2003/CD, Important Records 2004)
- All Men Are Pigs (Fe-mail and Lasse Marhaug) (Gameboy Records 2004)
- Voluptuous Vultures, (PsychForm Records 2005)
- Northern Stains (Fe-mail & Carlos Giffoni) (Important Records 2006)
- Blixter Toad (2 CDs, Asphodel 2006)